# Trygve Åse Lunde
Trygve Åse Lunde (Stavanger, 25 dicembre 1985) è un calciatore norvegese, centrocampista del Flekkerøy.

## Carriera

### Club

#### Viking
Lunde cominciò la carriera professionistica con la maglia del Viking. Debuttò nell'Eliteserien in data 24 aprile 2005, quando fu titolare nel successo casalingo per 3-1 sul Lillestrøm. Il 19 maggio 2006 segnò la prima rete con questa maglia, nel successo per 2-4 sul Klepp, in un incontro valido per l'edizione stagionale della Coppa di Norvegia.

#### Strømsgodset
Il 14 giugno 2006, lo Strømsgodset annunciò il suo acquisto sul suo sito ufficiale. Firmò un contratto dalla durata di tre anni e mezzo. Esordì nel club, all'epoca militante in 1. divisjon, il 2 luglio 2006, sostituendo Einar Kalsæg nella sconfitta per 0-1 contro il Sogndal. Contribuì alla promozione del club nell'Eliteserien.

#### Bryne
Il 27 luglio 2007, Lunde passò al Bryne. Debuttò il 5 agosto, subentrando a Tommy Høiland nel successo per 1-2 sul Sogndal. Il 12 agosto segnò la prima rete con questa maglia, nella sconfitta per 1-2 contro il Moss. Alla fine del campionato 2008, Lunde annunciò il ritiro per problemi fisici.

#### Le serie inferiori norvegese
Nel 2009, però, giocò per l'Hundvåg. Il 31 marzo 2010, annunciò il suo passaggio allo Stavanger. Passò poi al Vidar. Ad agosto del 2012, si trasferì al Buøy. Il 24 gennaio 2014, tornò ufficialmente all'Hundvåg.

### Nazionale
Lunde giocò una partita per la Norvegia under 21. Esordì il 20 aprile 2005, quando scese in campo in luogo di Joakim Austnes, nel successo in amichevole per 0-1 sulla Slovacchia under 21.

## Statistiche

### Presenze e reti nei club
Statistiche aggiornate al 3 luglio 2015.
| Stagione            | Club                | Campionato          | Campionato | Campionato | Coppe nazionali | Coppe nazionali | Coppe nazionali | Coppe continentali | Coppe continentali | Coppe continentali | Supercoppe | Supercoppe | Supercoppe | Totale | Totale |
| Stagione            | Club                | Comp                | Pres       | Reti       | Comp            | Pres            | Reti            | Comp               | Pres               | Reti               | Comp       | Pres       | Reti       | Pres   | Reti   |
| ------------------- | ------------------- | ------------------- | ---------- | ---------- | --------------- | --------------- | --------------- | ------------------ | ------------------ | ------------------ | ---------- | ---------- | ---------- | ------ | ------ |
| 2004                | Viking              | ES                  | 0          | 0          | CN              | 0               | 0               | -                  | -                  | -                  | -          | -          | -          | 0      | 0      |
| 2005                | Viking              | ES                  | 2          | 0          | CN              | 2               | 1               | CU                 | 1                  | 0                  | -          | -          | -          | 5      | 1      |
| gen.-giu. 2006      | Viking              | ES                  | 8          | 0          | CN              | 2               | 0               | -                  | -                  | -                  | -          | -          | -          | 10     | 0      |
| Totale Viking       | Totale Viking       | Totale Viking       | 10         | 0          |                 | 4               | 1               |                    | 1                  | 0                  |            | -          | -          | 15     | 1      |
| giu.-dic. 2006      | Strømsgodset        | 1D                  | 9          | 0          | CN              | -               | -               | -                  | -                  | -                  | -          | -          | -          | 9      | 0      |
| gen.-ago. 2007      | Strømsgodset        | ES                  | 6          | 0          | CN              | 2               | 0               | -                  | -                  | -                  | -          | -          | -          | 8      | 0      |
| Totale Strømsgodset | Totale Strømsgodset | Totale Strømsgodset | 15         | 0          |                 | 2               | 0               |                    | -                  | -                  |            | -          | -          | 17     | 0      |
| ago.-dic. 2007      | Bryne               | 1D                  | 12         | 2          | CN              | -               | -               | -                  | -                  | -                  | -          | -          | -          | 12     | 2      |
| 2008                | Bryne               | 1D                  | 10         | 0          | CN              | 0               | 0               | -                  | -                  | -                  | -          | -          | -          | 10     | 0      |
| Totale Bryne        | Totale Bryne        | Totale Bryne        | 22         | 2          |                 | 0               | 0               |                    | -                  | -                  |            | -          | -          | 22     | 2      |
| 2009                | Hundvåg             | 3D                  | ?          | ?          | CN              | ?               | ?               | -                  | -                  | -                  | -          | -          | -          | ?      | ?      |
| 2010                | Stavanger           | 2D                  | ?          | ?          | CN              | ?               | ?               | -                  | -                  | -                  | -          | -          | -          | ?      | ?      |
| 2011                | Stavanger           | 3D                  | ?          | ?          | CN              | ?               | ?               | -                  | -                  | -                  | -          | -          | -          | ?      | ?      |
| Totale Stavanger    | Totale Stavanger    | Totale Stavanger    | ?          | ?          |                 | ?               | ?               |                    | -                  | -                  |            | -          | -          | ?      | ?      |
| gen.-ago. 2012      | Vidar               | 2D                  | ?          | ?          | CN              | ?               | ?               | -                  | -                  | -                  | -          | -          | -          | 0      | 0      |
| ago.-dic. 2012      | Buøy                | 4D                  | ?          | ?          | CN              | -               | -               | -                  | -                  | -                  | -          | -          | -          | 0      | 0      |
| 2013                | Buøy                | 4D                  | ?          | ?          | CN              | ?               | ?               | -                  | -                  | -                  | -          | -          | -          | ?      | ?      |
| Totale Buøy         | Totale Buøy         | Totale Buøy         | ?          | ?          |                 | ?               | ?               |                    | -                  | -                  |            | -          | -          | ?      | ?      |
| 2014                | Hundvåg             | 3D                  | ?          | ?          | CN              | ?               | ?               | -                  | -                  | -                  | -          | -          | -          | ?      | ?      |
| Totale Hundvåg      | Totale Hundvåg      | Totale Hundvåg      | ?          | ?          |                 | ?               | ?               |                    | -                  | -                  |            | -          | -          | ?      | ?      |
| 2015                | Flekkerøy           | 2D                  | 2          | 0          | CN              | 0               | 0               | -                  | -                  | -                  | -          | -          | -          | 2      | 0      |
| Totale              | Totale              | Totale              | 49+        | 2+         |                 | 6+              | 0+              |                    | 1                  | 0                  |            | -          | -          | 56+    | 2+     |